# Теракт на Прибрежном шоссе
Террористический акт на Прибрежном шоссе (в англоязычных источниках также Бойня на Прибрежном шоссе (англ. Coastal Road massacre), в ивритоязычных источниках Кровавый автобус (ивр. אוטובוס הדמים‎), в арабских источниках операция «Камаль Адуан» (араб. عملية كمال عدوان‎)) — террористический акт, совершённый боевиками палестинской организации ФАТХ в Израиле 11 марта 1978 года. Отряд из 11 боевиков под командованием Далаль аль-Муграби, высадившись с моря в районе Зихрон-Яакова, захватил в заложники пассажиров нескольких автобусов и автомобилей и пересадил их всех в один автобус, который направился в сторону Тель-Авива. По пути террористы обстреливали другие автомобили и автобусы. В ходе захвата заложников, последующего преследования и штурма автобуса силами израильской полиции и (предположительно) частей особого назначения погибли 39 израильских граждан, в том числе 13 детей, более 70 — были ранены. Также были убиты 9 боевиков, включая саму аль-Муграби. Атака послужила поводом для начавшейся вскоре операции «Литани».

## Политический фон
19 ноября 1977 года президент Египта Анвар Садат посетил с визитом Иерусалим. Выступая перед израильскими парламентариями, он заявил о готовности Египта к миру с Израилем. В следующем месяце в Триполи на совместной встрече лидеры Ливии, Сирии, Алжира и НДРЙ, а также ООП заявили о создании единого Национального фронта стойкости и противодействия, направленного на борьбу с египетской мирной инициативой. (недоступная ссылка) Журнал «Тайм» связывает оживление террористической деятельности в последующие месяцы со стремлением сорвать заключение мира.

## Подготовка и цели атаки
Организаторы акции дали ей название «Камаль Адуан», в честь лидера организации «Чёрный сентябрь», убитого израильтянами в Бейруте в апреле 1973 года. Террористы были вооружены автоматами Калашникова, ручными гранатами, РПГ и взрывчатыми веществами. Целью рейда, согласно показаниям выживших членов отряда на суде, был захват отеля в Тель-Авиве, по образцу захвата гостиницы «Савой» за три года до этого. Тогда палестинские боевики захватили гостиницу в Тель-Авиве и потребовали отпустить палестинских заключённых из израильских тюрем в обмен на заложников. В ходе захвата гостиницы и последующего её штурма израильским спецназом погибли восемь заложников, семь боевиков и трое израильских солдат; пять заложников были освобождены. Журнал «Тайм» также выдвигает версию, согласно которой целью рейда аль-Муграби был срыв израильско-египетских мирных переговоров.

## Бойня на Прибрежном шоссе
Вопреки первоначальному плану, боевики по ошибке высадились с надувных лодок на побережье Израиля не рядом с Тель-Авивом, а у кибуца Мааган-Михаэль недалеко от Зихрон-Яакова. В процессе высадки с корабля-матки в штормовом море далеко от берега двое из тринадцати террористов погибли.
На берегу террористам встретилась фотограф-пейзажист Гейл Рубин, гражданка США, ведшая натурные съёмки. Узнав у Рубин, где они находятся, террористы убили её. Один из двух оставшихся в живых до настоящего времени членов отряда, Хуссейн Файяд, вспоминает:

Сестра Далаль аль-Муграби говорила с американской журналисткой [Гейл Рубин]. Перед тем, как убить её, Далаль спросила: «Как ты попала в Палестину?» [Рубин] ответила: «Мне дали визу». Далаль спросила: «Тебе дала визу я или Израиль? Права на эту землю только у меня. Почему ты не обратилась ко мне?» Потом Далаль открыла по ней огонь. Оригинальный текст (англ.)Sister Dalal Al-Maghrabi had a conversation with the American journalist [Gail Rubin]. Before killing her, Dalal asked: "How did you enter Palestine?" [Rubin] answered: "They gave me a visa." Dalal said: "Did you 
get your visa from me, or from Israel? I have the right to this land. Why didn't you come to me?" Then Dalal opened fire on her.
Другой из выживших боевиков объясняет убийство Гейл Рубин тем, что боевики боялись, что она на них донесёт, и тем, что они «не знали, что она не израильтянка».
Журнал «Тайм» излагает дальнейшие события так: выбравшись на шоссе, боевики остановили маршрутное такси, пассажиров которого убили, и направились на нём в сторону Тель-Авива. Открыв огонь по встречному пассажирскому автобусу, они заставили его остановиться. На автобусе с заложниками боевики продолжили движение в сторону Тель-Авива. Вскоре был остановлен ещё один автобус, его пассажиров также перевели в первый; в общей сложности в автобусе были собраны свыше 70 заложников. Свидетели и уцелевшие пассажиры рассказывают, что из автобуса вёлся автоматный огонь и бросались гранаты во встречные машины. Несколько пассажиров в самом автобусе были расстреляны, и как минимум одно тело выброшено наружу. Молодой американец, ехавший из Тель-Авива в Хайфу, рассказывал, что из остановившегося автобуса кто-то расстрелял машину, где находились также его отец и брат; оба они скончались по дороге в больницу.

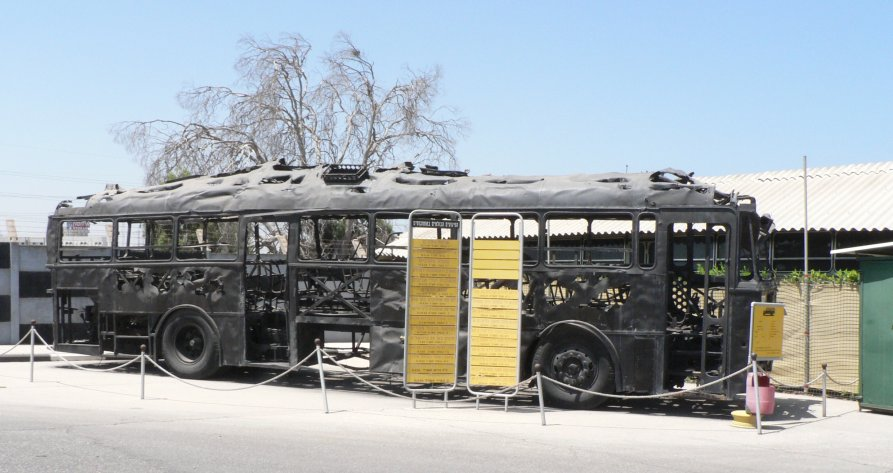
Сожжённые остатки захваченного террористами автобуса в музее компании «Эггед»

Израильская полиция, получившая информацию о захваченном автобусе, тщетно пыталась его остановить. Одна из таких попыток около Хадеры закончилась гибелью в перестрелке израильского полицейского. Наконец, удалось остановить автобус с помощью заградительного барьера с гвоздями в районе Герцлии. Часть источников утверждает, что в отсутствие антитеррористических подразделений, подтянуть которые не было времени, основу группы захвата составили сотрудники дорожной полиции. Другие современные источники утверждают, что в освобождении заложников участвовал армейский спецназ, руководимый Эхудом Бараком (это утверждение, появившееся в СМИ в последние годы, не подтверждается официальной биографией Барака или энциклопедическими статьями о нём, сообщающими о том, что в это время он заканчивал вторую степень в Стэнфорде и занимал пост командира танкового батальона в запасе). В завязавшейся перестрелке часть заложников, видимо, погибла от огня израильских сил. В то же время, некоторые из террористов, по свидетельству пассажира Авраама Шамира, видимо, были убиты пассажирами, сумевшими в перестрелке завладеть их оружием. Террористы стреляли также в пассажиров, пытавшихся выбраться из автобуса. В ходе перестрелки задняя часть автобуса была охвачена огнём, возможно, подорванная террористами, на каждом из которых был пояс со взрывчаткой. В итоге перестрелки и предшествующих действий боевиков были убиты 39 израильтян, в том числе 13 детей, более 70 — были ранены. Также были убиты 9 террористов, включая саму аль-Муграби, ещё два боевика были захвачены живыми.

## Жертвы теракта
- Равиталь (Тали) Ааронович[19], 14 лет
- Наоми Элихай[15][20], 17-18 лет
- Эрез Альфред[21], 5 лет
- Ицхак Альфред[22], 44 года
- Галит Анква[23], 2 года
- Ицхак (Ицик) Анква[24], 10 лет
- Хавив Анква[25], 38 лет
- Матильда (Мати) Ашкенази-Даниель[26], 68 лет
- Иехуда Бастерман[27], 32 года
- Рина Бушкенич[28], 34 года
- Дов Бушкенич[29], 36 лет
- Лиат Галь-Он[30], 6 лет
- Шимон Глотман[31], 43 года
- Амнон Дрори[32], 43 года
- Наама Хадани[15][33], 5 лет
- Илан Хохман[34], 3 года
- Рои Хохман[35], 6 лет
- Ривка Хохман[36], 28 лет
- Мордехай (Моти) Зит[37], 9 лет
- Йосеф Хелоани[38], 66 лет
- Циона Лозиа-Коэн[39], 32 года
- Авраам Лозиа[40], 37 лет
- Малка Лейбович-Вайс[41], 58 лет
- Отари Мансуров[42], 37 лет
- Йоав (Йоави) Мешкель[43], 6 лет
- Меир Сегаль[44], 73 года
- Кати (Рина) Сосенская[15][45], 49 лет
- Йосеф Сосенский[15][46], 56 лет
- Цви (Цвика) Эшет[47], 46 лет
- Тувия Рознер[15][48], 53 лет
- Гейл Рубин[15][49], 39-40 лет
- Омри Тель-Орен[15][50][51], 14 лет

## Последствия рейда
13 марта на специальном заседании Кнессета была принята резолюция, осуждающая теракт на Прибрежном шоссе и призывающая все свободные страны присоединиться к осуждению. Резолюция выражала соболезнования близким погибших и уверенность в том, что действия террористов не помешают миротворческим усилиям на Ближнем Востоке. В резолюции заявлялось, что борьба с террористическими организациями будет вестись до их уничтожения. Ещё через два дня в Ливане началась крупномасштабная Операция «Литани», в ходе которой весь юг страны, за исключением города Тир, оказался под контролем Армии обороны Израиля.
В ходе операции более 2000 человек с палестино-ливанской стороны были убиты и около 285 тысяч, по оценке ливанского правительства, покинули свои дома.
Совет Безопасности ООН, не отреагировавший до этого на теракт на Прибрежном шоссе, принял 19 марта резолюцию № 425, требующую немедленного вывода израильских войск из Ливана и ввода туда международного войскового контингента с целью восстановления ливанского суверенитета над югом страны. Войска ООН в том или ином виде оставались на территории Ливана с этого момента по настоящее время.

## Дальнейшие события

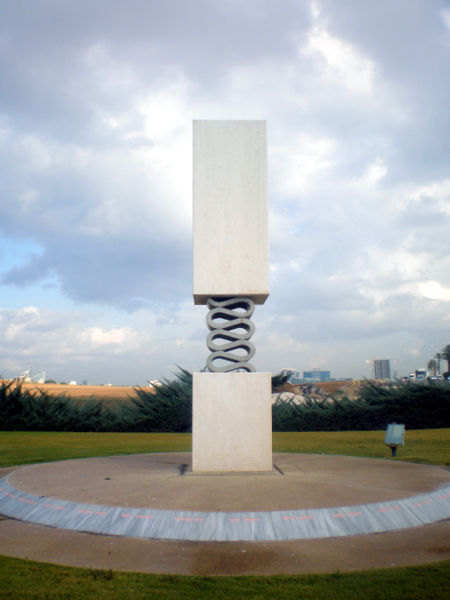
Памятник жертвам теракта в Израиле

Двое оставшихся в живых участников рейда, Хуссейн Файяд и Халед Абу Исба, провели семь лет в тюрьме в Израиле, после чего были освобождены в рамках сделки с НФОП Ахмада Джибриля по обмену пленными. В 2009 году Абу Исба был избран членом Революционного совета ФАТХ на Шестом съезде этой организации. В интервью, данных в 2008 и 2009 году, он отрицает участие боевиков в убийстве заложников и возлагает вину на их гибель всецело на огонь израильской стороны. В смерти израильтян и своих товарищей он обвиняет Эхуда Барака, по его мнению командовавшего операцией по освобождению заложников. Абу Исба призывал семьи погибших израильтян подать иск против израильского правительства и Эхуда Барака и выражал желание выступить на таком суде и засвидетельствовать, что Барак — преступник и убийца.
В 2008 году Израиль согласился передать останки аль-Муграби ливанской организации «Хезболла» вместе с рядом других тел и живых боевиков арабских организаций в обмен на тела двух израильских солдат, захваченных «Хезболлой» за два года до этого. Было поставлено условие, что тело аль-Муграби будет похоронено в Ливане, а не на территории Палестинской автономии. Впоследствии в печати появились сообщения о том, что останки аль-Муграби утеряны и не были переданы «Хезболле». По заявлению израильской стороны, тела аль-Муграби и некоторых других боевиков было невозможно найти, так как они были «унесены подземным течением».
Далаль аль-Муграби посмертно была удостоена высшей палестинской награды, Почётной медали мученичества (англ. Martyrdom Medal of Honor). В Палестинской автономии в честь аль-Муграби названы улица, школы для девочек, летние детские лагеря, военное и полицейское училища. В палестинских учебниках, издаваемых при финансировании БАПОР, вплоть до 2020-х годов размещаются тексты, в положительном свете представляющие участников теракта на Прибрежном шоссе и в особенности аль-Муграби. Теракт, совершённый ею и её сообщниками, прославляется в прессе арабских стран. В своём эссе о Муграби, сирийский поэт Низар Каббани называет её участие в рейде «истинным проявлением материнства», далее он проводит аллегорию между захваченным автобусом и «временной столицей палестинского государства», а также называет Муграби временным президентом этого государства.
Арабская газета «Gulf News» в своей публикации 2008 года утверждает, что все захваченные группой заложники были израильскими солдатами, вторя заявлениям ФАТХа в 1978 году о том, что было убито как минимум 33 израильских военнослужащих, что не подтверждается списком жертв теракта.
В Герцлии у транспортной развязки Глилот установлен памятник жертвам бойни на Прибрежном шоссе.